# Juliette Lopes Benites
Pour les articles homonymes, voir Lopes et Benites.
Juliette Lopes Benites est née le 23 octobre 1992, en France. Elle commence sa carrière de comédienne très tôt en jouant dans quelques publicités et téléfilms. En 2007 elle joue le rôle de Juliette dans la série Trop la classe ! diffusée sur Disney Channel. La même année elle apparaît dans le film Comme ton père de Marco Carmel aux côtés de Gad Elmaleh et Jules Angelo Bigarnet.

## Filmographie

### Cinéma
- 2007 : Comme ton père de Marco Carmel : Cécile
- 2010 : Imogène McCarthery d'Alexandre Charlot et Franck Magnier : Imogène jeune
- 2010 : À 10 minutes de la plage de Stéphane Kappes : Samantha Ramirez

### Télévision
- 2005 : La boîte à images de Marco Pauly (Téléfilm dramatique)
- 2006 : Trop la classe ! (série télévisée) : Juliette
- 2009 : Profilage (série télévisée) : Amandine

#### Publicité
- 2003 : Film publicitaire sur le ketchup Amora : 20 secondes (la petite fille)